# Joan Barbarà i Mata
Joan Barbarà i Mata (Barcelona, 23 de juliol de 1966) és un exjugador de futbol català. Actualment juga en l'equip de veterans del FC Barcelona de futbol sala, i forma part de l'equip tècnic del primer equip del FC Barcelona, sota les ordres de Luis Enrique Martínez.

## Trajectòria
Format en la UE Sants, va ser fitxat pel Sabadell en la temporada 1986-87, club amb el qual debuta a la primera divisió el 18 de gener de 1987 en un Mallorca 1-0 Sabadell; eixe any el Sabadell acaba penúltim encara que va mantenir la categoria a causa del sistema de play-offs per la permanència que es va disputar.
La temporada següent el Sabadell va tornar a ser penúltim i en aquesta ocasió va descendir però Barbarà, que en aquells dies comptabilitzava fins a 41 partits i 3 gols en la màxima categoria, romandria en l'equip fins a 1993, any del descens de l'equip a Segona B.
Aquest estiu de 1993 va ser fitxat per la UD Salamanca, que es trobava també a la categoria de bronze:a l'equip castellanolleonès es va fer ràpidament amb un lloc de titular i en finalitzar la temporada l'equip aconseguia l'ascens a Segona Divisió. La temporada següent, 1994-95, el Salamanca acaba quart i aconseguia l'ascens a Primera després de derrotar l'Albacete en la promoció. L'aportació de Barbarà va ser clau amb 36 partits i 13 gols, sent el jugador més destacat al llarg de l'any.
La tornada de Barbarà a la màxima categoria va ser molt positiva a nivell individual, tot disputant 42 partits i marcant 12 gols, però les seves bones actuacions no van aconseguir evitar el descens de l'equip a Segona Divisió, com a últim de la taula. No obstant això, el Salamanca puja de seguida a Primera, el 1997. En aquesta segona etapa, el davanter català ja no seria dels puntals de l'equip: la temporada 97/98 només participa en un encontre, i a la següent, en què els castellans perden la categoria, juga 18 partits, amb només un gol.
Barbará romandria a la Unión Deportiva Salamanca fins a la seva retirada com professional en finalitzar la temporada 2000-01, tot convertint-se en un dels símbols de l'equip a la dècada dels 90.
Una vegada va penjar les botes, ha format part de l'equip tècnic del FC Barcelona per a categories inferiors. El maig de 2014 va passar a formar part del cos tècnic del primer equip blaugrana, com a auxiliar tècnic, formant part de l'equip tècnic de Luis Enrique Martínez.